# Ediciones Maisal
Ediciones Maisal, S. A. fue una editorial española, con sede en Madrid, que entre 1973 y 1980 produjo libros, fotonovelas, revistas y cómics. Se la adscribe al denominado mercado de la pobreza.

## Trayectoria
Se inició con colecciones de literatura clásica y material biográfico, como Historia de un torero (1973), escrita por Julio Estefanía, de futbolistas y de cantantes, así como eróticas (Amada, Deseo).
A partir de 1975 se lanzó también a editar cómic estadounidense clásico (Ben Bolt, Brick Bradford, Buzz Sawyer, Johnny Hazard, Juliet Jones, Popeye) y francés (Agente secreto Z33), además de revistas de historietas de breve vida como "Goecia" (terror) y "Umbral" (ciencia ficción). No dejó por ello de iniciar otras colecciones didácticas, como la de divulgación médica.

## Colecciones de tebeos
| Título              | Año  | Guionista | Dibujante | Ejemplares | Tamaño  | Precio facial en pesetas |
| ------------------- | ---- | --------- | --------- | ---------- | ------- | ------------------------ |
| A todo gas          | 1977 | Varios    | Varios    |            | 21 x 15 |                          |
| Agente Secreto Z-33 | 1979 | Varios    | Varios    |            | 19 x 14 |                          |